# Cordyline minutiflora
Cordyline minutiflora är en sparrisväxtart som beskrevs av Henry Nicholas Ridley. Cordyline minutiflora ingår i släktet Cordyline, och familjen sparrisväxter. Inga underarter finns listade i Catalogue of Life.